# 4200 Shizukagozen
4200 Shizukagozen este un asteroid din centura principală, descoperit pe 28 noiembrie 1983 de Takeshi Urata și Yoshiaki Banno.